# ذي نايشن (أونتاريو)
ذي نايشن، أونتاريو (بالإنجليزية: The Nation)‏ هي مدينة كندية تقع في مقاطعة أونتاريو. تبلغ مساحة هذه المدينة 657.1634 (كم²)، ويبلغ عدد سكانها 10643 نسمة حسب إحصاء سنة 2006 م، بينما كان يسكنها 10599 نسمة في سنة 2001 م. تحتل هذه المدينة المرتبة رقم 356 بين مدن كندا حسب عدد السكان والمرتبة رقم 136 في المقاطعة. نما عدد السكان في هذه المدينة بنسبة (0.4) بين العامين المذكورين.

## أعلام
- جيري لورو

## وصلات خارجية
- الأطلس الحكومي لكندا
- إحصاءات كندا مع ساعة تعداد السكان